# Vogtei (Turyngia)
Vogtei – gmina (niem. Landgemeinde) w Niemczech, w kraju związkowym Turyngia, w powiecie Unstrut-Hainich.
Powstała 31 grudnia 2012 z połączenia trzech gmin wchodzących do 30 grudnia 2012 w skład wspólnoty administracyjnej Vogtei: Langula, Niederdorla, Oberdorla.
Gmina pełni funkcję "gminy realizującej" (niem. "erfüllende Gemeinde") dla dwóch gminy wiejskich: Kammerforst i Oppershausen.